# One Shot
One Shot је српски хип хоп састав из Ниша. Групу су 2007. године основали Ролекс (Петар Лугоња), Мали Мире (Мирко Перовић) и Зли Тони (Антоније Стојиљковић), а настала је спонтано из сарадње и дружења тројице музичара. Већу популарност су стекли песмом Air Max и 20 евра која је придобила велику пажњу упркос томе што се појавила случајно и без икакве рекламе. Убзро након тога су започели сарадњу са издавачком кућом Басивити и бројним реперима са српске сцене, између осталог са Дениром, Ђусем, Демониом, Шортијем, групама V.I.P. и Конект,...
One Shot је 2012. године објавио свој први албум под називом One Shot Mixtape. Издат је за продукцијску кућу Басивити диџитал и продуцирао га је Цоби. На албуму се налази 19 песама, а као гости се појављују бројни музичари, међу којима и 90Naz, Дениро, Фурио Ђунта, Икац, McN, Цоби, Цаконе.
Исте године су били део првог Bassivity Digital Showcase-а који је организован у Дому омладине Београда, а где су се представили нови извођачи ове издавачке куће.

## Албуми
- One Shot Mixtape (2012)

## Синглови
- Air Max  и 20 евра (ft. Икац, 2007)
- Проблем (2008)
- Спреман сам (ft. Рексона, 2009)
- Све ваше нове форе моје су старе у ствари[8] (2009)
- Боље буди јак чак и кад си слаб (2010)
- Само ме прати (2010)
- Увек касним (2010)
- Лице медузе (2012)
- Сумњива лица[9] (ft. Ахмед, 2018)